# Межеевская, Александра
Александра Эмилия Межеевская (пол. Aleksandra Emilia Mierzejewska; род. 5 марта 1992 года, Варшава, Польша) — польская тяжелоатлетка, выступающая в весовой категории свыше 87 кг. Чемпионка Европы 2018 года. Бронзовая призёрка чемпионата Европы 2016 года. Двукратная чемпионка Польши (2015, 2017).

## Карьера
Александра Межеевская родилась 5 марта 1992 года в Варшаве. Долгое время занималась лёгкой атлетикой в метании молота. Спортивный кумир — Камила Сколимовская. По совету тренера в 2010 году перешла в тяжёлую атлетику.
Многократная чемпионка (2015, 2017) и призёрка (2014, 2018) чемпионатов Польши.
В 2015 году дебютировала на международном уровне, на чемпионате мира в Хьюстоне. В супертяжёлой категории Александра Межеевская заняла 23-е место.
В 2016 году на чемпионате Европы в Фёрде Александра с результатом 223 кг завоевала бронзовую медаль.
В 2018 году в Бухаресте стала чемпионкой Европы с итоговым результатом 237 кг (103 кг в рывке, 134 кг в толчке).
В 2019 году Александра Межеевская была избрана президентом женского Совета Польской федерации тяжёлой атлетики.

## Спортивные результаты
| Год  | Соревнование     | Место проведения | Весовая категория | Рывок  | Толчок | Сумма двоеборья | Место |
| 2015 | Чемпионат мира   | Хьюстон          | свыше 75 кг       | 103 кг | 127 кг | 230 кг          | 23    |
| 2016 | Чемпионат Европы | Фёрде            | свыше 75 кг       | 102 кг | 121 кг | 223 кг          | 3     |
| 2017 | Чемпионат Европы | Сплит            | свыше 90 кг       | 100 кг | 127 кг | 227 кг          | 5     |
| 2017 | Чемпионат мира   | Анахайм          | свыше 90 кг       | 102 кг | 130 кг | 232 кг          | 7     |
| 2018 | Чемпионат Европы | Бухарест         | свыше 90 кг       | 103 кг | 134 кг | 237 кг          | 1     |
| 2018 | Чемпионат мира   | Ашхабад          | свыше 87 кг       | 105 кг | 130 кг | 235 кг          | 20    |
| 2019 | Чемпионат Европы | Батуми           | свыше 87 кг       | 101 кг | 125 кг | 226 кг          | 7     |